# Église Notre-Dame-des-Apôtres de Villejuif
L'église Notre-Dame-des-Apôtres est une église catholique située à Villejuif dans le Val-de-Marne, en France.

## Localisation
Cette église se trouve au 52, avenue Louis-Aragon (anciennement avenue de Vitry), et est accessible par la station de métro Villejuif - Louis Aragon sur la ligne 7 du métro de Paris.

## Historique

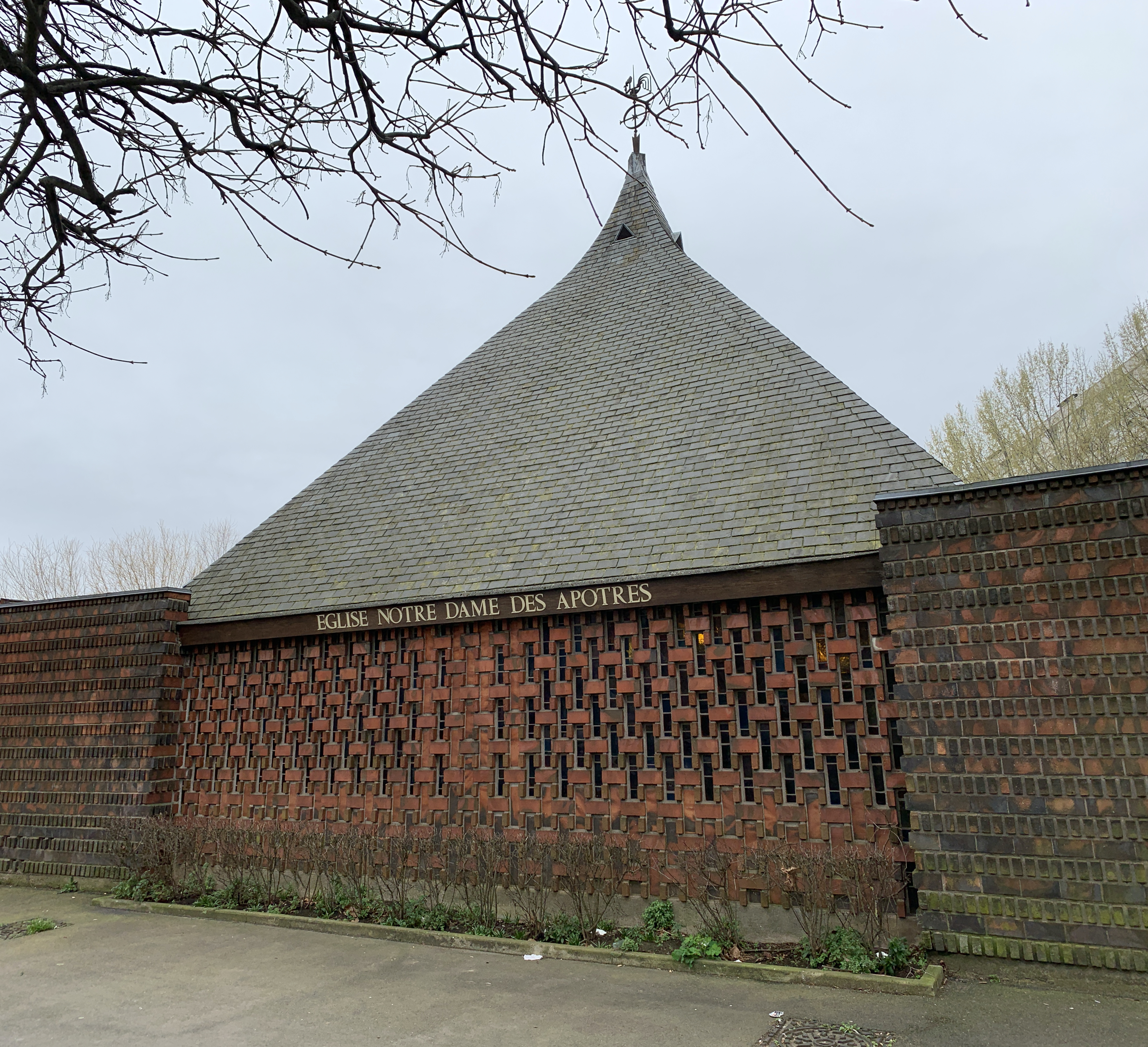
Église Notre-Dame Apôtres.

Il s'agit de la 108-ième réalisation de l'Œuvre des Chantiers du Cardinal, entreprise à partir de 1939. Ce lieu de culte était destiné à être une chapelle annexe pour la population des alentours. Elle a été bénie en 1941 par le cardinal Suhard, qui déclarait à cette occasion :
```
"Le secret de notre redressement réside dans notre union, et la condition première de cette union, c'est notre amour les uns des autres."
```

Alors que seul le chœur avait été à l'origine bâti, elle a été agrandie en 1967.

## Description

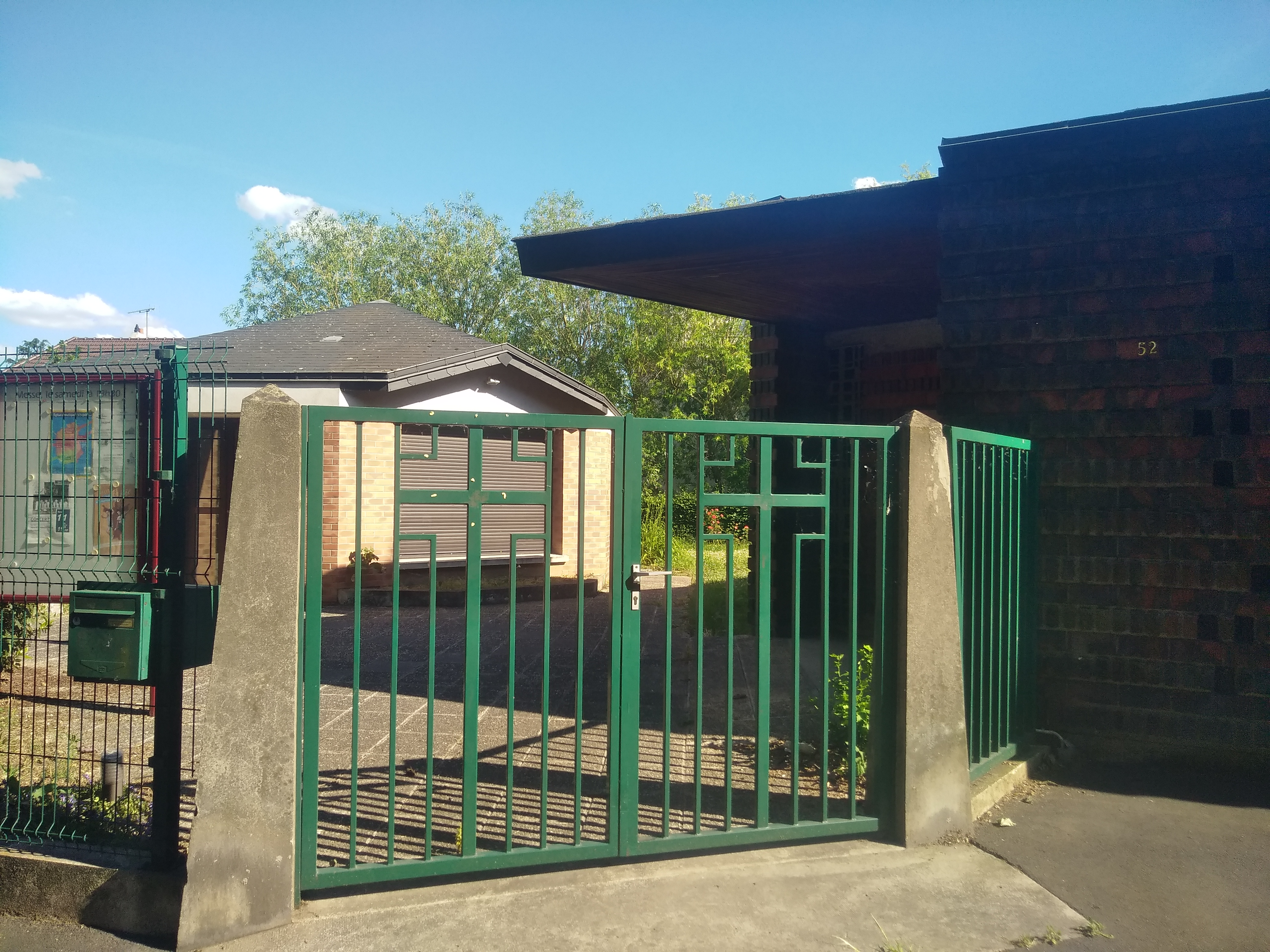
Le portail de l'église.

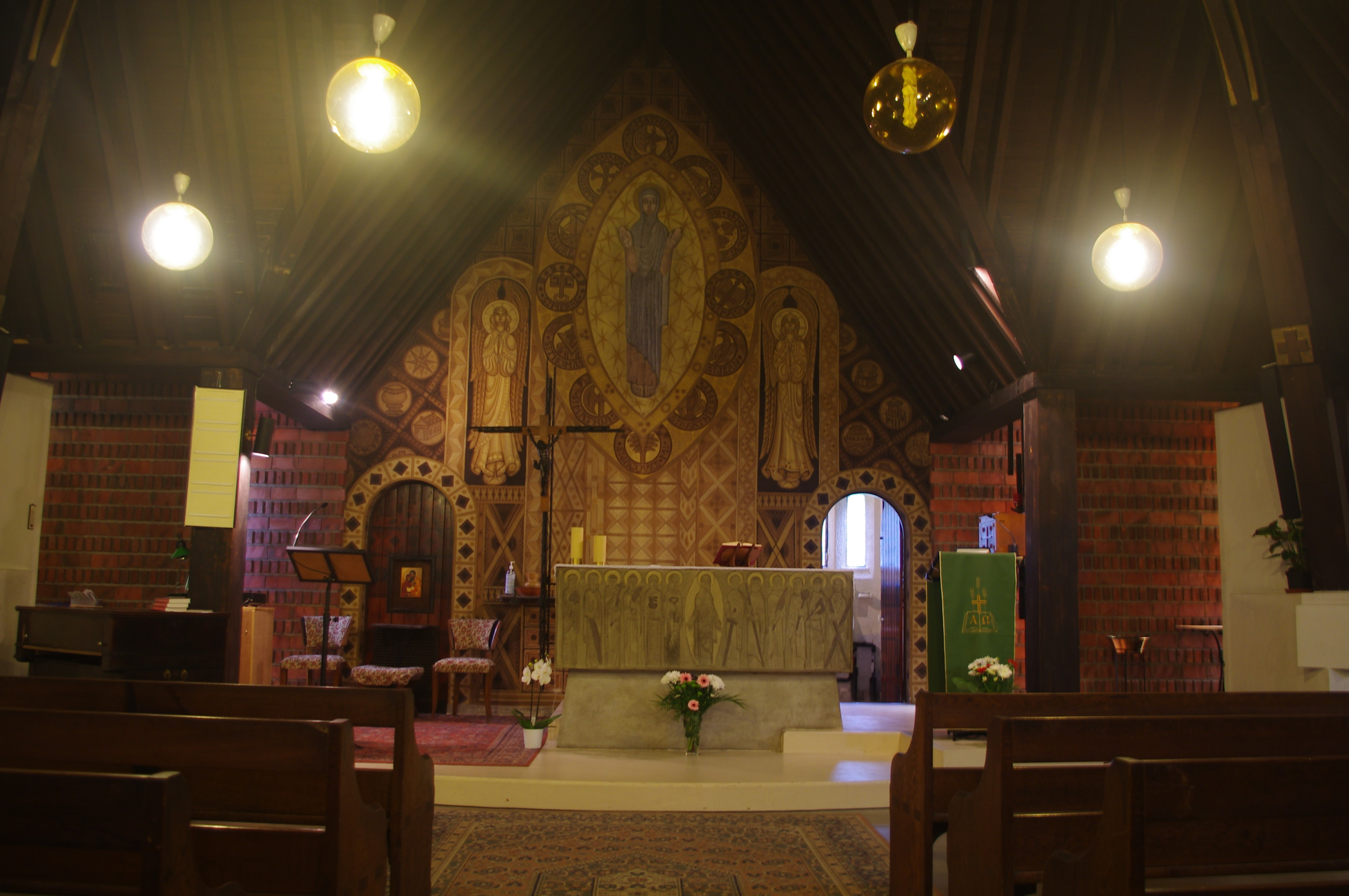
L'Intérieur.

Le toit, pyramidal, est surmonté d’un simple clocheton. La charpente, visible de l'intérieur, soutient ce toit, et repose sur  quatre  piliers  situés aux angles du bâtiment construit selon un plan centré.
Le mur du chevet est orné d'une peinture de Jean-Lambert Stucki.
Elle dépend de la paroisse Saint-Cyr-Sainte-Julitte.